# Parque de Ferrera
El parque de Ferrera es un parque público de estilo inglés situado en pleno centro de Avilés (Asturias, España). Durante siglos fue el terreno que los diferentes marqueses poseían para su disfrute en la parte trasera del palacio de Ferrera; pero en la segunda mitad del siglo XX fue el objetivo de arduas negociaciones entre el ayuntamiento de la ciudad y sus propietarios con el fin de convertirlo en un espacio público que finalmente sería inaugurado por el rey Juan Carlos I el 19 de mayo de 1976.
Tiene cuatro puertas de entrada y además un paso construido para unirlo con la Casa Municipal de la Cultura ya que el parque alberga la antigua Hemeroteca Avilesina.

## Historia
Esta propiedad perteneció al marquesado de Ferrera desde el siglo XV, aunque no sería hasta mediados del siglo XVII con la construcción del palacio cuando la adecuaron con el fin de transformarla en unos jardines de estilo inglés que albergaran las caballerizas y que sirviesen también como lugar de recreo para esta ilustre familia avilesina. Además, incluye también un jardín de estilo francés con varias fuentes en la zona más próxima al palacete, planificada a petición de la marquesa para poder pasear tranquilamente teniendo a su servicio cerca.
Su superficie es de aproximadamente 81.000 m², por lo que durante mediados del siglo XX esta enorme posesión se vio completamente abandonada por sus propietarios debido a los altos costes de su mantenimiento, y el parque pasó a convertirse en algo parecido a una selva virgen. Durante la transición española el recién constituido consistorio avilesino adquirió la totalidad de la superficie por 91 millones de pesetas, consiguiendo así la mayor conquista social de la historia de la ciudad al convertirlo en un espacio de uso público.
La familia nobiliaria reservó entonces la propiedad de la zona más cercana al palacio, el jardín francés para su exclusivo disfrute nuevamente a petición de la marquesa la cual tenía un apego especial a un ejemplar de haya roja que estaba situada en el límite de los dos jardines, por lo que se tuvo que modificar el trazado original pensado para el parque. Aunque finalmente durante 1998 fue vendido también y anexionado a la zona inglesa, pudiendo ser visitado a ciertas horas del día.

## Datos de interés
Está dotado de abundante mobiliario de descanso, además de zonas señalizadas y técnicamente dotadas para el ejercicio deportivo que consiste en un circuito señalizado de running que incluye aparatos gimnásticos. A su vez también brinda al visitante la posibilidad de escuchar algunos domingos conciertos en el quiosco musical que alberga o visitar la Casa Municipal de la Cultura.
Durante la fiesta del bollo, declarada de Interés Turístico Nacional e Internacional, es habitual encontrar el recinto completamente lleno de público celebrando la conocida Comida en la Calle que reúne a distintas generaciones de avilesinos en esta área boscosa, y en la que es habitual comer "bollos preñados" acompañados de sidra. Asimismo cabe destacar que en ocasiones hay exposiciones de arte en todo el perímetro del parque y se puede disfrutar de la red wifi perteneciente al ayuntamiento sin coste alguno para el usuario.
Igualmente es digno de mención que el parque ha sido utilizado como escenario por el cineasta norteamericano Woody Allen durante la filmación de su película Vicky Cristina Barcelona acompañado de Javier Bardem, Scarlett Johanson y Penélope Cruz.